# Аксель Лунд Свіндаль
Аксель Лунн Свіндал (норв. Aksel Lund Svindal; нар. 26 грудня 1982, Лоренског, Норвегія) — норвезький гірськолижник, п'ятиразовий чемпіон світу, дворазовий олімпійський чемпіон, призер Олімпійських ігор. Двічі ставав переможцем кубку світу, у 2007 та 2009 роках. Переможець 13 етапів кубку світу.

## Виступи на міжнародних заганнях

### Олімпійські ігри
| Змагання      | Слалом | Г. слалом | Ш. спуск | Суперг. | Комбі. |
| ------------- | ------ | --------- | -------- | ------- | ------ |
| Турин 2006    | DNF    | 6         | 21       | 5       | DNF    |
| Ванкувер 2010 |        |           | 2        | 1       |        |